# The Music’s No Good Without You
A The Music's No Good Without You Cher első kislemeze huszonötödik stúdióalbumáról, a Living Proofról. Írta: Cher, Mark Taylor és Paul Barry.

## Információ
A dalt 2001-ben szerkesztették és adták ki. Stílusára jellemző, hogy megpróbálja utánozni a sikeres Believe-t, de a várt népszerűség elmaradt, mivel a sláger csak az európai és ausztrál területeken lett híres.
Miután a nagylemezzel együtt 2001 végén kibocsátották Európában, az ottani slágerlisták élére került, de mivel Amerikában a Living Proof csak 2002 elején jelent meg, az ottani sikernek a Song For The Lonely bizonyult.
Az albumon inkább csak remixek találhatóak és a teljes verzió. A dal Amerikán kívül mindenhol Top 10-es helyezést ért el, de csak Oroszországban és Lengyelországban lett első.

## Videóklip
A videóklip követi a dal szövegét: Cher egy világűr-királynőt játszik, aki szomorú, mert elhagyta a szeretője, de megpróbálja elhitetni vele, hogy nélküle is tud boldogulni. A klip teljes hosszában levelet ír, melyben megpróbálja ezt indokolni. A klip végén a levelet beleteszik egy palackba, és palackpostaként továbbítják, de a klip végén már több mint tíz lebegő palackot láthatunk, jelezve, hogy a volt szeretőnek már semmit nem jelent Cher.
A dal klipjét díszdobozban, korlátozott példányszámban jelentették meg. A csomagolás tartalmazott egy könyvet, melyben az album borítójának fotói szerepeltek.
A dal remixéhez is készült videóklip, ezt a Warner promóciós videóklipként adta ki.

## Kiadási formák és számlista
The Music's No Good Without You Europai CD
1. The Music's No Good Without You (Rádió változat)
2. The Music's No Good Without You (Eredeti verzió)
3. Dov'e L'amore (Emilio Estefan Jnr. Extended Mix)

The Music's No Good Without You Egyesült Királysági CD 
1. The Music's No Good Without You (Rádió változat)
2. Believe (Eredeti verzió)
3. The Music's No Good Without You (Hivatalos remix)
4. Believe (Hivatalos remix)

The Music's No Good Without You Egyesült Királysági CD - átdolgozás
1. The Music's No Good Without You (Rádió változat)
2. The Music's No Good Without You (Hivatalos remix)
3. All or Nothing (Danny Tenaglia Mix)

## Remixek
1. The Music's No Good Without You (Rádió változat)
2. The Music's No Good Without You (Teljes verzió)
3. The Music's No Good Without You (Hivatalos Mix)
4. The Music's No Good Without You (Hivatalos rádió mix)
5. The Music's No Good Without You (Remix Video)
6. The Music's No Good Without You (Walter Tieb Mix)
7. The Music's No Good Without You (Walter Tieb Radio Mix)
8. The Music's No Good Without You (Warren Clark Club Mix)
9. The Music's No Good Without You (Warren Clark Dub Mix)
10. The Music's No Good Without You (Warren Clark Club Instrumental)
11. The Music's No Good Without You (Warren Clark Radio Mix)

## Helyezések
| Australian ARIA Singles Chart          | 23        |
| Canadian Singles Chart                 | 5         |
| Czech Airplay Chart                    | 3         |
| Danish Airplay Chart                   | 12        |
| Dutch Top 40 Singles Chart             | 21        |
| Finnish Singles Chart                  | 19        |
| French Singles Chart                   | 45        |
| German Singles Chart                   | 27        |
| Greek Singles Chart                    | 11        |
| Italian Singles Chart                  | 4         |
| Latvian Singles Chart                  | 5         |
| Billboard                              |           |
| U.S. Billboard Hot 100 Singles Sales   | 11        |
| U.S. Billboard Hot Dance Club Play     | 19        |
| U.S. Billboard Hot Dance Singles Sales | 2         |
| Magyar Toplista                        |           |
| Mahasz                                 | 3         |
| Eladás                                 | Példány   |
| Világszerte                            | 3.500,000 |